# Паницкая (станция)
Па́ницкая — станция Приволжской железной дороги на отрезке железнодорожной линии Саратов — Петров Вал (линия электрифицирована).

## История
Образована в 1942 году, во время Великой Отечественный войны, в ходе строительства Волжской рокады.

## Описание станции
Станция находится в Красноармейском районе Саратовской области. Осуществляются грузовые и пассажирские перевозки.

## Дальнее следование по станции
По состоянию на июнь 2018 года через станцию курсируют следующие поезда дальнего следования:
| Круглогодичное обращение поездов | Круглогодичное обращение поездов | Круглогодичное обращение поездов | Круглогодичное обращение поездов |
| № поезда                         | Маршрут движения                 | № поезда                         | Маршрут движения                 |
| -------------------------------- | -------------------------------- | -------------------------------- | -------------------------------- |
| 45                               | Кисловодск — Екатеринбург        | 46                               | -                                |
| 339                              | Новороссийск — Нижний Новгород   | 340                              | Нижний Новгород — Новороссийск   |
| 367                              | Кисловодск — Киров               | 368                              | -                                |

| Сезонное обращение поездов | Сезонное обращение поездов | Сезонное обращение поездов | Сезонное обращение поездов |
| № поезда                   | Маршрут движения           | № поезда                   | Маршрут движения           |
| -------------------------- | -------------------------- | -------------------------- | -------------------------- |
| 469                        | Новороссийск — Саратов     | 470                        | Саратов — Новороссийск     |